# Нянька на Різдво
«Нянька на Різдво» — фільм 2010 року.

## Зміст
Перед самими святами молода керівниця рекламного відділу втрачає свою перспективну роботу, проте, не розгубившись, швидко знаходить нову в боса конкуруючої фірми як нянька. Незабаром їй належить відповісти собі на найважливіше питання — хто ж вона насправді, бо діти і романтичні стосунки врівноважують її тягу до кар'єризму.